# Dacnis pit-roja
La dacnis pit-roja (Dacnis berlepschi) és un ocell de la família dels tràupid (Thraupidae).

## Hàbitat i distribució
Habita la selva pluvial i vegetació secundària de les terres baixes al sud-oest de Colòmbia i nord-oest de l'Equador.